# Natrona County
Natrona County je okres ve středu státu Wyoming v USA. K roku 2010 zde žilo 75 450 obyvatel. Správním městem okresu je Casper. Celková rozloha okresu činí 13 924 km².

## Sousední okresy
| Růžice kompasu | Washakie County | Johnson County |                 | Růžice kompasu |
| Růžice kompasu | Fremont County  | Sever          | Converse County | Růžice kompasu |
| Růžice kompasu | Fremont County  | Natrona County | Converse County | Růžice kompasu |
| Růžice kompasu | Fremont County  | Jih            | Converse County | Růžice kompasu |
| Růžice kompasu | Carbon County   |                |                 | Růžice kompasu |